# Lagoa d'Anta
Lagoa d'Anta är en kommun i Brasilien.   Den ligger i delstaten Rio Grande do Norte, i den östra delen av landet, 1 700 km nordost om huvudstaden Brasília. Antalet invånare är 6 228. Arean är 106 kvadratkilometer.
Terrängen i Lagoa d'Anta är platt åt nordost, men åt sydväst är den kuperad.
Omgivningarna runt Lagoa d'Anta är huvudsakligen savann. Runt Lagoa d'Anta är det ganska tätbefolkat, med 134 invånare per kvadratkilometer.